# Universidad Mayor de San Andrés
Die Universidad Mayor de San Andrés, oder kurz: UMSA, ist eine staatliche Hochschule in der Stadt La Paz im südamerikanischen Anden-Staat Bolivien. Sie wurde mit Dekret vom 25. Oktober 1831 gegründet.

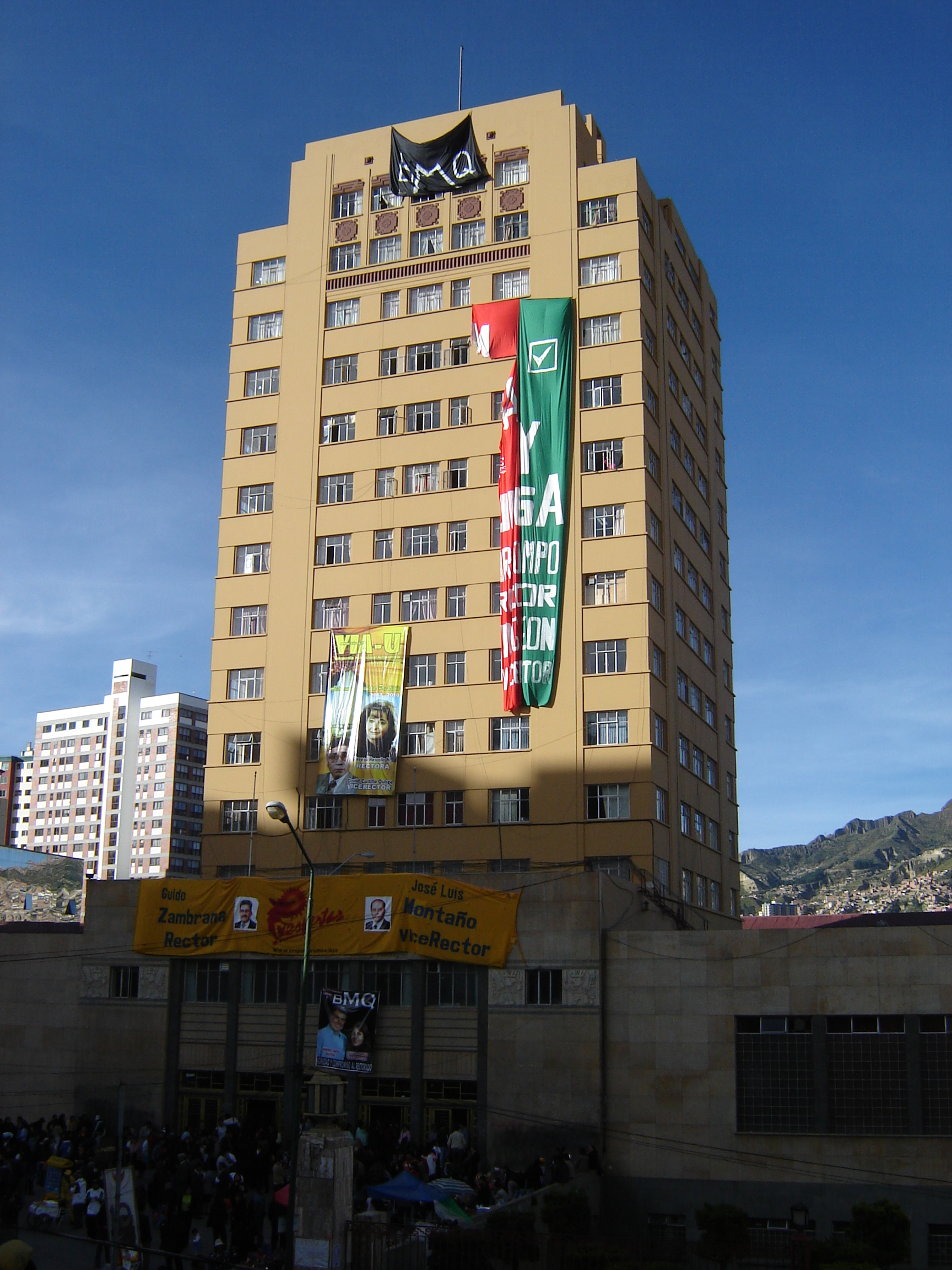
Monoblock, zentrales Gebäude der Universidad Mayor de San Andrés

## Fakultäten
Die Universität Mayor de San Andrés ist in die folgenden 13 Fakultäten gegliedert:
- Recht und Politische Wissenschaften (Derecho y Ciencias Políticas)
- Medizin (Medicina)
- Architektur, Kunst, Design und Städtebau (Arquitectura, Artes, Diseño y Urbanismo)
- Sozialwissenschaften (Ciencias Sociales)
- Wirtschafts- und Finanzwissenschaften (Ciencias Económicas y Financieras)
- Geisteswissenschaften und Erziehungswissenschaften (Humanidades y Ciencias de la Educación)
- Pharmazie und Biochemie (Ciencias Farmacéuticas y Bioquímicas)
- Ingenieurwissenschaft (Ingeniería)
- Technik (Técnica)
- Grundlagenforschung und Naturwissenschaft (Ciencias Puras y Naturales)
- Zahnmedizin (Odontología)
- Agrarwissenschaft (Agronomía)
- Geologie (Ciencias Geológicas)